# Православие на Мадагаскаре

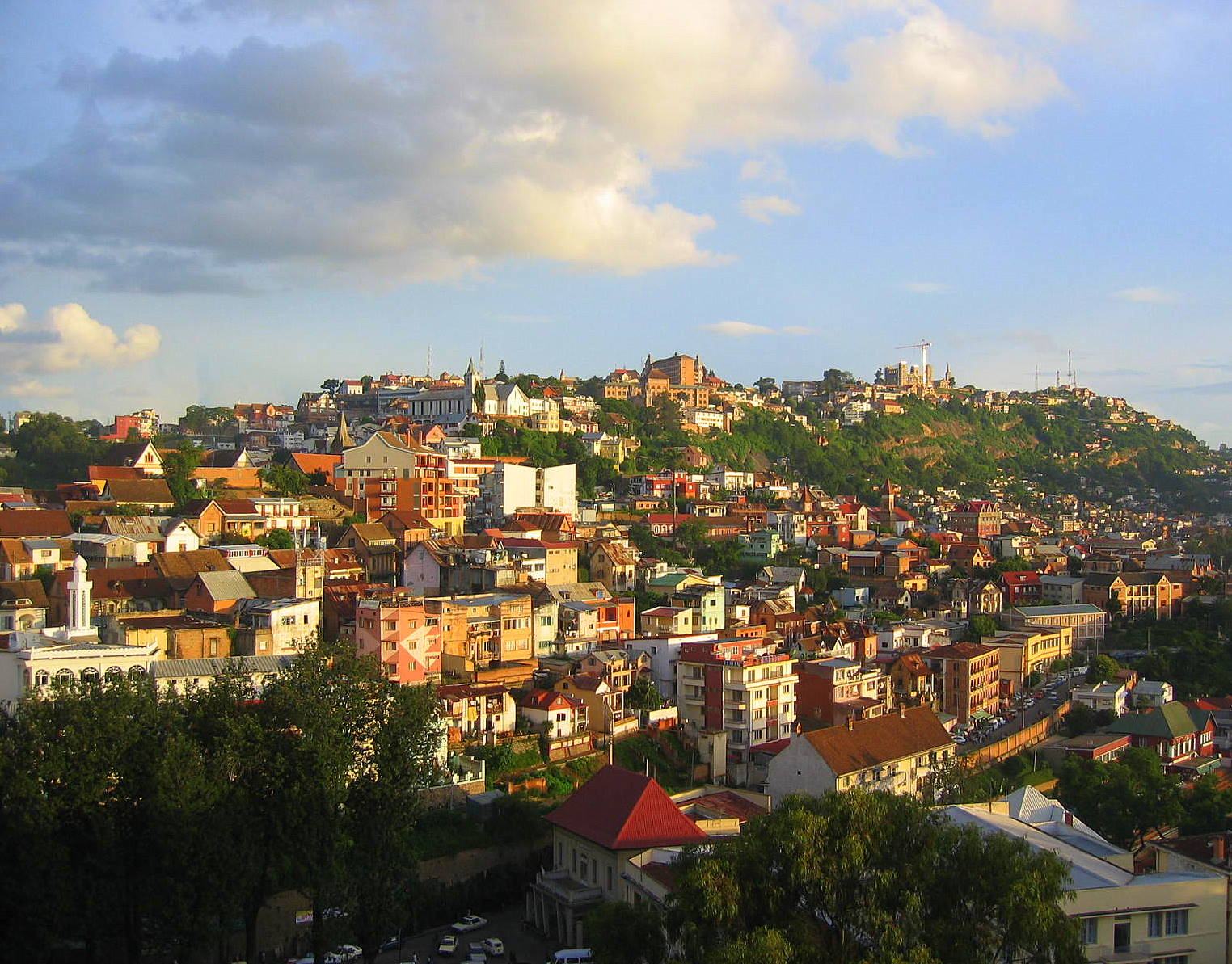
Антананариву

Христианство на Мадагаскаре распространялось довольно медленно. Во-первых, потому, что это одна из немногих стран в мире, где большинство населения — убеждённые последователи племенных религий. Даже среди обращённых можно видеть следы сильного влияния древних племенных верований. И вторая проблема распространения — это изоляция населённых пунктов, из-за чего миссионеры не могут часто навещать селения, и местные жители часто возвращаются к своей племенной религии.
Как и во многих государствах Африки, Православие сюда принесли греческие торговцы. «В 1953 году в столице Антананариву греческими колонистами был построен православный храм. После военного переворота в 1972 году, как и другие иностранцы, священник был депортирован из страны».
Начало Православию среди местного населения здесь было положено в 1994 году иеромонахом Нектарием (Келлисом), который прибыл из Австралии. Через пять лет на острове насчитывалось свыше 12 тысяч православных и готовящихся к крещению.
В городе Антананариву, столице страны, построен собор в честь Успения Пресвятой Богородицы, при нём расположилось епархиальное управление и сиротский приют на несколько сотен детей.
26 марта 1995 года в Неделю Крестопоклонную, в Успенском соборе столицы митрополит Зимбабвийский Хризостом рукоположил во пресвитера диакона Иоанна Рикотондразафи. Это первый священник малагасиец. Во диакона он был рукоположён в столице Зимбабве городе Хараре. До этого он три месяца изучал богослужебный устав.
Другой местный житель, Жан Кристос Цаканиас, был отправлен для учёбы в семинарию в город Найроби (Кения).
В 1995 году на острове насчитывалось уже 63 православных прихода, семь школ и двенадцать священников из местных жителей. Православная Церковь получила официальное признание правительства Мадагаскара.
С благословения патриарха Петра VII 23 сентября 1997 года Священный Синод Александрийской Церкви избрал отца Нектария первым епископом Мадагаскара. Мадагаскар стал независимой епархией, до этого он входил в Зимбабвийскую митрополию.
Позже на подаренном греческим консулом участке земли была построена медицинская амбулаторная клиника. Здесь же владыка Нектарий планировал устроить храм, семинарию, женскую обитель и глазную лечебницу.
Епископ Нектарий также совершил постриг первой малагасийской монахини с именем Христодула.
Православие чаще всего принимают люди малоимущие. В деревнях и сёлах люди живут в хижинах из пальмовых ветвей, часовни и храмы их из того же материала. Местные батюшки обслуживают эти храмы и часовни, разбросанные в сельской местности.
Работы в миссии много, рук и людей недостаёт. Православная миссия самая бедная в материальном отношении. Но при этом она старается участвовать в программах помощи нуждающимся.
Владыка Нектарий погиб в авиакатастрофе вместе с патриархом Петром VII 11 сентября 2004 года. Они направлялись на Святую гору Афон на вертолёте греческих ВВС.
В 2019 году на территории Мадагаскара действуют две православные епархии: Мадагаскарская митрополия и Тулиарская епископия.